# Kiểm sát viên (Việt Nam)

Phù hiệu của ngành Kiểm sát nhân dân.

Kiểm sát viên là một chức danh tư pháp của Viện kiểm sát nhân dân (Việt Nam).

## Nhiệm vụ và quyền hạn
Xem thêm về Chức năng, nhiệm vụ, quyền hạn của Viện kiểm sát nhân dân.

## Tiêu chuẩn
Những tiêu chuẩn chung của Kiểm sát viên theo quy định tại Điều 75 Luật tổ chức Viện kiểm sát nhân dân năm 2014:
1. Là công dân Việt Nam trung thành với Tổ quốc và Hiến pháp nước Cộng hòa xã hội chủ nghĩa Việt Nam, có phẩm chất đạo đức tốt, liêm khiết, trung thực, bản lĩnh chính trị vững vàng, có tinh thần kiên quyết bảo vệ pháp chế xã hội chủ nghĩa.
2. Có trình độ cử nhân luật trở lên.
3. Đã được đào tạo về nghiệp vụ kiểm sát.
4. Có thời gian làm công tác thực tiễn theo quy định của Luật Tổ chức Viện kiểm sát nhân dân năm 2014
5. Có sức khỏe bảo đảm hoàn thành nhiệm vụ được giao.

## Ngạch kiểm sát viên
Có 4 ngạch kiểm sát viên:
- Kiểm sát viên Viện kiểm sát nhân dân tối cao (do Chủ tịch nước Cộng hòa xã hội chủ nghĩa Việt Nam bổ nhiệm)[3]
- Kiểm sát viên cao cấp (do Viện trưởng Viện kiểm sát nhân dân tối cao Việt Nam bổ nhiệm)[3]
- Kiểm sát viên trung cấp
- Kiểm sát viên sơ cấp.

## Tuyên thệ
Theo điều 85, Luật Tổ chức Viện kiểm sát nhân dân năm 2014, người được bổ nhiệm vào các ngạch kiểm sát viên phải tuyên thệ. Nội dung tuyên thệ gồm 5 điều như sau:
1. Tuyệt đối trung thành với Tổ quốc, tận tụy phục vụ nhân dân;
2. Đấu tranh không khoan nhượng với mọi tội phạm và vi phạm pháp luật;
3. Kiên quyết bảo vệ Hiến pháp, pháp luật, lẽ phải và công bằng xã hội;
4. Không ngừng phấn đấu, học tập và làm theo lời dạy của Chủ tịch Hồ Chí Minh “Công minh, chính trực, khách quan, thận trọng, khiêm tốn”;
5. Nghiêm chỉnh chấp hành kỷ luật, nguyên tắc tổ chức hoạt động của Viện kiểm sát nhân dân.

## Cấp hiệu

### Từ 2012 đến nay
Theo Điều 5, Nghị quyết số 522b/NQ-UBTVQH13 của Ủy ban thường vụ Quốc hội Việt Nam về trang phục đối với cán bộ, công chức, viên chức ngành kiểm sát và giấy chứng minh kiểm sát viên ngày 16 tháng 8 năm 2012, cấp hiệu của kiểm sát viên được quy định như sau:
1. Cấp hiệu gắn trên vai áo của lãnh đạo Viện Kiểm sát nhân dân các cấp và Kiểm sát viên, Điều tra viên có hình ngũ giác, nền màu đỏ tuơi, có tạo hoa văn; chiều dài 130 mm, phần đuôi rộng 50 mm, phần đầu rộng 40 mm, có viền màu vàng rộng 5 mm ở hai cạnh dọc và đầu vát nhọn; phần đầu vát nhọn được gắn chốt bằng kim loại có hình phù hiệu ngành Kiểm sát đường kính 15 mm.
2. Cấp hiệu của lãnh đạo Viện Kiểm sát nhân dân các cấp và Kiểm sát viên, Điều tra viên cụ thể như sau:

Viện kiểm sát nhân dân tối cao:
- Cấp hiệu của Viện trưởng Viện kiểm sát nhân dân tối cao không có vạch, ở giữa có gắn hình Quốc huy nước Cộng hòa xã hội chủ nghĩa Việt Nam màu vàng, đường kính 23 mm.
- Cấp hiệu của Phó viện trưởng Viện kiểm sát nhân dân tối cao không có vạch, ở giữa có gắn ba ngôi sao màu vàng, đường kính 22 mm.
- Cấp hiệu của Kiểm sát viên Viện kiểm sát nhân dân tối cao không có vạch, ở giữa có gắn hai ngôi sao màu vàng, đường kính 22 mm.

Cấp tỉnh:
- Cấp hiệu của Viện trưởng, Phó viện trưởng Viện kiểm sát nhân dân cấp tỉnh có hai vạch dọc màu vàng, ở giữa có gắn bốn ngôi sao màu vàng đường kính 20 mm.

Cấp huyện:
- Cấp hiệu của Kiểm sát viên trung cấp và Viện trưởng Viện kiểm sát nhân dân cấp huyện có hai vạch dọc màu vàng, ở giữa có gắn ba ngôi sao màu vàng đường kính 20 mm.
- Cấp hiệu của Phó Viện trưởng Viện kiểm sát nhân dân cấp huyện có hai vạch dọc màu vàng, ở giữa có gắn hai ngôi sao màu vàng đường kính 20 mm. Trường hợp Phó Viện trưởng Viện kiểm sát nhân dân cấp huyện là Kiểm sát viên trung cấp thì mang cấp hiệu của Kiểm sát viên trung cấp.
- Cấp hiệu của Kiểm sát viên sơ cấp có hai vạch dọc màu vàng, ở giữa có gắn một ngôi sao màu vàng đường kính 20 mm.

#### Điều tra viên
- Cấp hiệu của Điều tra viên cao cấp không có vạch, ở giữa có gắn một ngôi sao màu vàng, đường kính 22 mm.
- Cấp hiệu của Điều tra viên trung cấp có hai vạch dọc màu vàng, ở giữa có gắn ba ngôi sao màu vàng đường kính 20 mm.
- Cấp hiệu của Điều tra viên sơ cấp có hai vạch dọc màu vàng, ở giữa có gắn một ngôi sao màu vàng đường kính 20 mm.

### Năm 2003
Theo Điều 5, Nghị quyết số 219/2003/NQ-UBTVQH11 của Ủy ban thường vụ Quốc hội Việt Nam về trang phục đối với cán bộ, công chức ngành kiểm sát và giấy chứng minh kiểm sát viên ngày 09 tháng 1 năm 2003, cấp hiệu của kiểm sát viên được quy định như sau:
1. Cấp hiệu Kiểm sát viên hình bình hành, nền đỏ, chung quanh có viền, cạnh dài 56 mm,cạnh ngắn 32 mm, góc nhọn 60 độ.
2. Cấp hiệu của Viện trưởng, Phó Viện trưởng và Kiểm sát viên Viện kiểm sát nhân dân tối cao được quy định như sau:
  1. Cấp hiệu của Viện trưởng Viện kiểm sát nhân dân tối cao viền màu vàng với bề rộng đường viền 3 mm, trên nền đỏ gắn Quốc huy nướcCộng hòa xã hội chủ nghĩa Việt Nam ở chính giữa có đường kính 20 mm;
  2. Cấp hiệu của Phó Viện trưởng Viện kiểm sát nhân dân tối cao viền màu vàng với bề rộng đường viền 3 mm,trên nền đỏ gắn biểu tượng thanh kiếm và lá chắn màu vàng và hai ngôi sao màu vàng có đường kính 14 mm;
  3. Cấp hiệu của Kiểm sát viên Viện kiểm sát nhân dân tối cao viền màu vàng với bề rộng đường viền 3 mm, trên nền đỏ gắn biểu tượng thanh kiếm và lá chắn màu vàng và một ngôi sao màu vàng có đường kính 14 mm.
3. Cấp hiệu của Viện trưởng, Phó Viện trưởng và Kiểm sát viên Viện kiểm sát nhân dân cấp tỉnh được quy định như sau:
  1. Cấp hiệu của Viện trưởng Viện kiểm sát nhân dân cấp tỉnh viền màu trắng với bề rộng đường viền 2 mm, có hai vạch màu trắng rộng 2 mm chạy song song với chiều dài cấp hiệu, trên nền đỏ gắn biểu tượng thanh kiếm và lá chắn màu bạch kim, phía trên hai vạch màu trắng gắn ba ngôi sao màu bạch kim có đường kính 12 mm;
  2. Cấp hiệu của Phó Viện trưởng Viện kiểm sát nhân dân cấp tỉnh viền màu trắng với bề rộng đường viền 2 mm, có hai vạch màu trắng rộng 2 mm chạy song song với chiều dài cấp hiệu, trên nền đỏ gắn biểu tượng thanh kiếm và lá chắn màu bạch kim, phía trên hai vạch màu trắng gắn hai ngôi sao màu bạch kim có đường kính 12 mm;
  3. Cấp hiệu của Kiểm sát viên Viện kiểm sát nhân dân cấp tỉnh viền màu trắng với bề rộng đường viền 2mm, có hai vạch màu trắng rộng 2 mm chạy song song với chiều dài cấp hiệu, trên nền đỏ gắn biểu tượng thanh kiếm và lá chắn màu bạch kim, phía trên hai vạch màu trắng gắn một ngôi sao màu bạch kim có đường kính 12 mm.
4. Cấp hiệu của Viện trưởng, Phó Viện trưởng và Kiểm sát viên Viện kiểm sát nhân dân cấp huyện được quy định như sau:
  1. Cấp hiệu của Viện trưởng Viện kiểm sát nhân dân cấp huyện viền màu trắng với bề rộng đường viền 2 mm, có một vạch màu trắng rộng 2 mm chạy song song với chiều dài cấp hiệu, trên nền đỏ gắn biểu tượng thanh kiếm và lá chắn màu bạch kim, phía trên vạch màu trắng gắn ba ngôi sao màu bạch kim có đường kính 12 mm;
  2. Cấp hiệu của Phó Viện trưởng Viện kiểm sát nhân dân cấp huyện viền màu trắng với bề rộng đường viền 2 mm, có một vạch màu trắng rộng 2 mm chạy song song với chiều dài cấp hiệu, trên nền đỏ gắn biểu tượng thanh kiếm và lá chắn màu bạch kim, phía trên vạch màu trắng gắn hai ngôi sao màu bạch kim có đường kính 12 mm;
  3. Cấp hiệu của Kiểm sát viên Viện kiểm sát nhân dân cấp huyện viền màu trắng với bề rộng đường viền 2mm, có một vạch màu trắng rộng 2 mm chạy song ong với chiều dài cấp hiệu, trên nền đỏ gắn biểu tượng thanh kiếm và lá chắn màu bạch kim, phía trên vạch màu trắng gắn một ngôi sao màu bạch kim có đường kính 12 mm.